# NUDE MAN
『NUDE MAN』（ヌード・マン）は、サザンオールスターズの5作目のオリジナル・アルバムで、本作の10曲目の楽曲名でもある。1982年7月21日にレコードで発売。発売元はInvitation。
1984年6月21日、1998年4月22日、2008年12月3日にCDで再発売されている。1989年6月25日にはCDとカセットテープで再発売された。また、2014年12月17日からはダウンロード配信、2019年12月20日からはストリーミング配信が開始されている。

## 背景・制作
前作『ステレオ太陽族』から約1年ぶりにリリースされた。
本作では、キーボードの国本佳宏が全編に渡りサポート。この時期はライブでもサポートメンバーとして大きく関わっており、本作の歌詞カードや当時のアーティスト写真にもサザンのメンバーに国本が加わる形で写っている。
この頃から社会性を持ったテーマの楽曲も発表され始める。本作では中国残留孤児やロッキード事件に影響を受けた楽曲が作られた。

## リリース
1998年の再発盤の初回限定盤は、オリジナルLP復刻ジャケット（紙ジャケット）仕様で、高田文夫によるライナーノーツが封入されている。

### 再発売
- 1984年6月21日（CD）VDR-32
- 1989年6月25日（CD）VDR-7005・（CT）VCF-5005
- 1998年4月22日（CD）VICL-60215 音量改善
- 2008年12月3日（CD）VICL-63305 リマスタリング
- 2024年11月27日（ダウンロード・ストリーミング）リマスタリング

## アートワーク
ジャケットの写真は、写真家の半沢克夫が1970年代初めに撮影旅行でインドに滞在した際に、漁具の小屋を借りて同居していたオーストラリア人のヒッピーの男性を撮ったものであり、それを桑田が面白がり半沢の許可を得て使用したものである。

## 批評
桑田はこのアルバムを「退屈なアルバム」と評しており、「あれはいい曲も入っている、けれどいやなのも二～三曲入っている」と述べている。ただし、「それまでできなかったことですごくやりたいこともできたのは事実」ともしている。
また、桑田は「サザンが夏のバンドだ!ってことを決定づけたアルバムじゃないかな、良くも悪くも」と語っている。

## 受賞歴
| 年     | 音楽賞                 | 結果               | 出典   |
| ------ | ---------------------- | ------------------ | ------ |
| 1982年 | 第24回日本レコード大賞 | ベスト・アルバム賞 | [ 11 ] |

## チャート成績
本作の累計売上は97.1万枚（オリコン調べ）を記録しており、1980年代に発売された自身のアルバムの中では最大売上である。

## 収録曲
- 初回限定盤（再発盤）・通常盤共通収録。既発曲の解説は各収録作品を参照のこと。

| #         | タイトル                         | 作詞      | 作曲      | 編曲                                      | 時間  |
| --------- | -------------------------------- | --------- | --------- | ----------------------------------------- | ----- |
| 1.        | 「DJ・コービーの伝説」           | 桑田佳祐  | 桑田佳祐  | サザンオールスターズ                      | 3:46  |
| 2.        | 「思い出のスター・ダスト」       | 桑田佳祐  | 桑田佳祐  | サザンオールスターズ                      | 4:11  |
| 3.        | 「夏をあきらめて」               | 桑田佳祐  | 桑田佳祐  | サザンオールスターズ 八木正生（弦管編曲） | 3:42  |
| 4.        | 「流れる雲を追いかけて」         | 桑田佳祐  | 桑田佳祐  | サザンオールスターズ 八木正生（弦管編曲） | 4:02  |
| 5.        | 「匂艶 THE NIGHT CLUB」          | 桑田佳祐  | 桑田佳祐  | サザンオールスターズ 八木正生（弦管編曲） | 4:09  |
| 6.        | 「逢いたさ見たさ病める My Mind」 | 桑田佳祐  | 桑田佳祐  | サザンオールスターズ                      | 3:48  |
| 合計時間: | 合計時間:                        | 合計時間: | 合計時間: | 合計時間:                                 | 23:38 |

| #         | タイトル                                     | 作詞      | 作曲      | 編曲                                              | 時間  |
| --------- | -------------------------------------------- | --------- | --------- | ------------------------------------------------- | ----- |
| 1.        | 「PLASTIC SUPER STAR (LIVE IN BETTER DAYS)」 | 桑田佳祐  | 桑田佳祐  | サザンオールスターズ 新田一郎（管編曲）           | 3:53  |
| 2.        | 「Oh! クラウディア」                         | 桑田佳祐  | 桑田佳祐  | サザンオールスターズ 新田一郎、国本佳宏（管編曲） | 3:27  |
| 3.        | 「女流詩人の哀歌」                           | 桑田佳祐  | 桑田佳祐  | サザンオールスターズ 新田一郎（管編曲）           | 4:14  |
| 4.        | 「NUDE MAN」                                 | 桑田佳祐  | 桑田佳祐  | サザンオールスターズ                              | 1:11  |
| 5.        | 「猫」                                       | 大森隆志  | 大森隆志  | サザンオールスターズ                              | 2:35  |
| 6.        | 「来いなジャマイカ」                         | 桑田佳祐  | 桑田佳祐  | サザンオールスターズ                              | 3:44  |
| 7.        | 「Just A Little Bit」                        | 桑田佳祐  | 桑田佳祐  | サザンオールスターズ 八木正生（弦管編曲）         | 4:21  |
| 合計時間: | 合計時間:                                    | 合計時間: | 合計時間: | 合計時間:                                         | 23:25 |

1. DJ・コービーの伝説
「コービー」とは、サザンともゆかりの深い小林克也のことで、小林によるDJの声も収録されている[注釈 2]。
2. 思い出のスター・ダスト
1960年代のソウルを思わせるバラード。タイトルのスター・ダストとは、横浜の米軍基地近くに実在したバーの店名である[19]。
3. 夏をあきらめて
研ナオコや坂本冬美が後にカバーしている。この曲の歌入れの際、桑田は顎関節症を発症しており、若干ボーカルテイクにも影響があるという[20]。
4. 流れる雲を追いかけて
原由子ボーカル曲。
第二次世界大戦中の満州が舞台となっており、幼い子供を持つ女性の心模様が歌われている。歌唱した原はレコーディングした当時は、愛する人を持つ女性のせつなさと悲しみという部分しか理解できなかったかもしれないといい、後に母親になったことで、子供への愛や戦争への理不尽さへの怒りなどを理解できたような気がしたという[21]。
桑田が満州からの引揚者であった父の話を聞いて制作した曲で[22]、この曲を聴いた父は喜んでいたとされている[23][注釈 3]。
5. 匂艶 THE NIGHT CLUB
15枚目シングル。
6. 逢いたさ見たさ病める My Mind
松下電器（現：パナソニック）「ザ・サード」CMソング。
イントロは電話のコール音から始まり、その後電話に出ないことに対するため息が収録されている。
霜降り明星のせいやが漫才の途中で桑田のものまねをする際に歌う楽曲の一つである[35]。
7. PLASTIC SUPER STAR (LIVE IN BETTER DAYS)
ライブのようにしたいという意向から、桑田らが参加していた青山学院大学の音楽サークル“BETTER DAYS”の部員数十人を伊豆のキティスタジオに招きレコーディングされた[36]。桑田は自身の著書の中で「ロックの常套手段を使ってしまった。穴があったら入りたい」という発言をしており、演奏されたのはこのアルバムを引っ提げてのツアーと当時のテレビ番組のみである[9]。
音楽評論家の中山康樹は、本楽曲に対して「イントロからエンディングまで山あり谷ありの展開はもろローリング・ストーンズ」と述べている[37]。

1. Oh! クラウディア
前曲の歓声がそのままこの曲の最初に繋がるように収録されている。
昔の夏の思い出を歌ったメロディアスな切ないバラードラブソング[38]。
1989年発売の「女神達への情歌 (報道されないY型の彼方へ)」のカップリング曲には『真夏の夜の夢 1988大復活祭』の横浜スタジアム公演の音源が収録されている。
2. 女流詩人の哀歌
ユニ・チャーム、講談社文庫、鈴乃屋、雪印「スライスチーズ」CMソング。
3. NUDE MAN
松下電器（現：パナソニック）「ヘッドフォンステレオ WAY」CMソング。
歌詞が記載されていない曲。『10ナンバーズ・からっと』のように記号化されているわけではなく、公式サイトでも歌詞無しとされている[39]。
4. 猫
大森隆志ボーカル曲。
タイトル通り猫について歌った曲である。
5. 来いなジャマイカ
日産自動車「パルサー」CMソング。
レゲエ調の楽曲。歌詞はかなり過激かつ猥雑で、「マーレイ」や「ジャガー」、「レイ・パーカーJr.」らの名前が揶揄的に使われている。歌詞カードではところどころ歌詞がカットされている。
6. Just A Little Bit
ジャズナンバー。当初は歌詞を全編英語で完成させていたが、最終的には日本語と英語が混在する現在の形になった[6]。

## 参加ミュージシャン
- 桑田佳祐 - ボーカル(#1～3,5～10,12,13)、ギター(#1～13)
- 大森隆志 - リードギター、ボーカル(#11)
- 原由子 - キーボード、ボーカル(#4)
- 関口和之 - ベース、コーラス(#1～13)
- 松田弘 - ドラムス、コーラス(#1～13)
- 野沢(毛ガニ)秀行 - パーカッション、コーラス(#1～13)

- 国本佳宏 - キーボード、コーラス
- 玉野嘉久 - ヴァイオリンソロ
- 福森隆 - ヴァイオリンソロ
- 玉野Strings - ストリングス
- 多Amsemble - ストリングス
- Horn Spectrum - ホーン・セクション
- Jake･H･Conception - アルトサックス
- 武田和三 - トランペット
- 中沢忠孝 - トロンボーン
- 砂原俊三 - バリトンサックス
- 中村哲 - テナーサックス
- EVE -コーラス & ボイス
- LINDA - コーラス & ボイス
- 小林克也 - コーラス & ボイス
- Aoyamagakuin Univ. Better Days - コーラス & ボイス

## ライブ映像作品
| 曲名                                     | 作品名                                                                                                  | 備考 |
| ---------------------------------------- | --- | --- |
| DJ・コービーの伝説                       | SUMMER LIVE 2003「流石だスペシャルボックス」胸いっぱいの “LIVE in 沖縄” & 愛と情熱の “真夏ツアー完全版” | |
| DJ・コービーの伝説                       | LIVE TOUR 2019 “キミは見てくれが悪いんだから、アホ丸出しでマイクを握ってろ!!” だと!? ふざけるな!!       | 小林克也がVTR出演し、曲紹介を行った。 |
| 思い出のスター・ダスト                   | SUMMER LIVE 2003「流石だスペシャルボックス」胸いっぱいの “LIVE in 沖縄” & 愛と情熱の “真夏ツアー完全版” | |
| 思い出のスター・ダスト                   | 桑田佳祐の音楽寅さん 〜MUSIC TIGER〜 あいなめBOX                                                        | 桑田佳祐ソロ名義の作品。DISC 2「♯07 アンプラグド・ライブ殺人事件」 に収録。 |
| 夏をあきらめて                           | →「 夏をあきらめて § ライブ映像作品 」を参照                                                            | |
| 流れる雲を追いかけて                     | 未収録                                                                                                  | |
| 匂艶 THE NIGHT CLUB                      | →「 匂艶 THE NIGHT CLUB § ライブ映像作品 」を参照                                                       | |
| 逢いたさ見たさ病める My Mind             | 未収録                                                                                                  | |
| PLASTIC SUPER STAR (LIVE IN BETTER DAYS) | 未収録                                                                                                  | |
| Oh! クラウディア                         | 女神達への情歌 (報道されないY型の彼方へ)                                                                | |
| Oh! クラウディア                         | シークレットライブ'99 SAS 事件簿 in 歌舞伎町                                                            | |
| Oh! クラウディア                         | 真夏の大感謝祭 LIVE                                                                                     | |
| Oh! クラウディア                         | 桑田佳祐の音楽寅さん 〜MUSIC TIGER〜 あいなめBOX                                                        | 桑田佳祐ソロ名義の作品。DISC3「♯13 海の日記念スペシャルサマーライブ」に当時の政局の混迷や世相を憂い、日本国民の未来に寄り添う内容に歌詞が変更されたアコースティック・バージョンを収録。DISC 5「♯19 桑田佳祐&SUPER MUSIC TIGERS 野外ライブ In 山中湖」にほぼ原曲通り演奏されたバージョンを収録。 |
| 女流詩人の哀歌                           | SUMMER LIVE 2003「流石だスペシャルボックス」胸いっぱいの “LIVE in 沖縄” & 愛と情熱の “真夏ツアー完全版” | |
| NUDE MAN                                 | 未収録                                                                                                  | |
| 猫                                       | 未収録                                                                                                  | |
| 来いなジャマイカ                         | 未収録                                                                                                  | |
| Just A Little Bit                        | 未収録                                                                                                  | |